# Sebalter
Sebastiano Pau-Lessi más conocido artísticamente como Sebalter (n. Giubiasco, Cantón del Tesino, Suiza, 1 de julio de 1985) es un cantante, músico folk, compositor y abogado suizo. Es orginario de la Suiza italiana, siendo el idioma italiano su lengua materna. Desde su niñez lleva la afición por la música, la cual comenzó a tocar el violín a la edad de seis años y a su vez también pasó a tomar clases de canto. Años más tarde además de su formación musical, entró en la universidad y se licenció en Derecho pasando a convertirse en un abogado.
Desde el 2000 a 2002, comenzó tocando en una banda de estilo hard rock llamada "Los acosadores", ambientada en la etapa de los primeros grupos de los años 70 como: Uriah Heep, Deep Purple, Led Zeppelin, etc, la cual les sirvió como influencia.
Seguidamente en ese último año pasó a formar parte como violinista principal en el grupo de rock The Vad Vuc. Como parte del grupo ha recibido diversos premios, incluido el prestigioso premio a nivel nacional "Palco ai giovani".
En el año 2012, dejó el grupo de rock para iniciar su carrera en solitario, la cual realiza principalmente música acústica de estilo folk.
Posteriormente en el mes de diciembre de 2013 lanzó su primer sencillo en solitario, titulado Hunter of Stars (en español: Cazador de Estrellas). Con esa canción el 1 de febrero de 2014 fue elegido para representar actualmente a Suiza en el Festival de la Canción de Eurovisión 2014, que se celebró en el B&W Hallerne de la ciudad de Copenhague, Dinamarca. Alcanzó un honroso 13.º puesto, ya que Suiza sólo había quedado entre los 15 primeros una sola vez en los últimos veinte años del festival (2005), logrando Sebalter la segunda mejor posición para la Confederación Helvética en dichas dos décadas.